# Butyl-acetát
Butylacetát, přesněji n-butylacetát, je organická sloučenina patřící mezi estery, za pokojové teploty bezbarvá, hořlavá, kapalina. Vyskytuje se v řadě druhů ovoce, kde společně s dalšími látkami vytváří vůně a chuti, je například zodpovědný za chuti banánů a jablek. Přidává se jako ochucovadlo do potravin, jako jsou cukrovinky, zmrzliny, sýry a pečivo. Butylacetát také může sloužit jako vysokovroucí středně polární rozpouštědlo. Společně s ethylacetátem se používá jako rozpouštědlo v lacích na nehty.
Kromě nejčastěji se vyskytujícího nerozvětveného izomeru také existují rozvětvené izomery isobutylacetát, terc-butylacetát a sek-butylacetát.

## Výroba
Butylacetát se vyrábí Fischerovou–Speierovou esterifikací butan-1-olu (pro nerozvětvený izomer) nebo jeho izomeru (při výrobě rozvětveného izomeru) s kyselinou octovou za přítomnosti kyseliny sírové jako katalyzátoru:

## Výskyt
Část aromatu jablek vytváří butylacetát, ten je také obsažen ve feromonech včel.